# Grijskopstruikvliegenvanger
De grijskopstruikvliegenvanger (Heteromyias cinereifrons) is een zangvogel uit de familie Petroicidae (Australische vliegenvangers).

## Verspreiding en leefgebied
Deze soort is endemisch in oostelijk Queensland in het noordoosten van Australië.

## Status
De grootte van de populatie is in 2016 geschat op 490.000-770.000 volwassen vogels. Uit monitoringsonderzoek blijkt dat de aantallen vrij snel achteruitgaan, waarschijnlijk als gevolg van klimaatverandering. Op de Rode lijst van de IUCN heeft deze soort daarom de status gevoelig.